# Stefan Langemann
Stefan Langemann (* 11. Juli 1990 in Detmold) ist ein deutscher Fußballspieler. 

## Werdegang
Der Mittelfeldspieler Langemann spielte in der Jugend für den SV Eidinghausen-Werste, den VfL Bückeburg und Rot-Weiß Rehme, bevor er im Jahre 2009 zum Landesligisten FC Bad Oeynhausen wechselte. Dort machte er schnell durch gute Leistungen auf sich aufmerksam und erhielt zur Winterpause ein Angebot des Regionalligisten Sportfreunde Lotte. Aufgrund langwieriger Verletzungsprobleme kam er dort im weiteren Saisonverlauf jedoch nur zu einem einzigen Liga-Einsatz. Ende August 2010 wechselte Langemann zurück in seine Heimat zum Landesligisten SC Herford, um sich auf sein Abitur zu konzentrieren. Für die Herforder erzielte er in der Saison 2010/11 in 24 Spielen 21 Tore. 
In der Folge absolvierte Langemann ein Probetraining beim Zweitligisten SC Paderborn 07, entschied sich jedoch zu einem Wechsel zum Drittligisten Arminia Bielefeld. Dort wurde er zunächst in der zweiten Mannschaft eingesetzt, die in der NRW-Liga antrat. Am 24. März 2012 gab Langemann beim Auswärtsspiel beim 1. FC Heidenheim sein Drittligadebüt in der Startaufstellung. Nur wenige Wochen später erzielte Langemann im Halbfinale des Westfalenpokals den letzten Treffer beim 6:0-Sieg der Arminen über seinen Ex-Verein FC Bad Oeynhausen und somit auch sein erstes Pflichtspieltor für die Profis. Mit der Arminia stieg Langemann in der Saison 2012/13 in die 2. Bundesliga auf. 
Zur Saison 2013/14 wechselte er auf Leihbasis zum Regionalligisten SC Wiedenbrück 2000. Zu Saisonbeginn gelang ihm mit dem SCW in der 1. Hauptrunde des DFB-Pokals 2013/14 ein unerwarteter 1:0-Erfolg gegen den Zweitligisten Fortuna Düsseldorf, bei dem er über die gesamte Spielzeit durchspielte. Sein Verletzungspech blieb Langemann allerdings auch weiterhin treu, wodurch er es bloß auf zwölf Einsätze für die Wiedenbrücker brachte, ehe er zum Ende seiner Ausleihe nach Bielefeld zurückkehrte. Zur Rückrunde der Saison 2014/15 wechselte Langemann zum Regionalligisten SV Rödinghausen. 
Zur Saison 2018/19 wechselte Langemann vom SV Rödinghausen zum SC Verl. Bereits im ersten Pflichtspiel der Saison gegen Fortuna Düsseldorf II gelang ihm ein Treffer. Während der Winterpause wechselte er zum Landesligisten Preußen Espelkamp, nachdem er in der Gauselmann-Gruppe eine Arbeit als Junior-Manager erhalten hat.